# Д100 (дизельный двигатель)

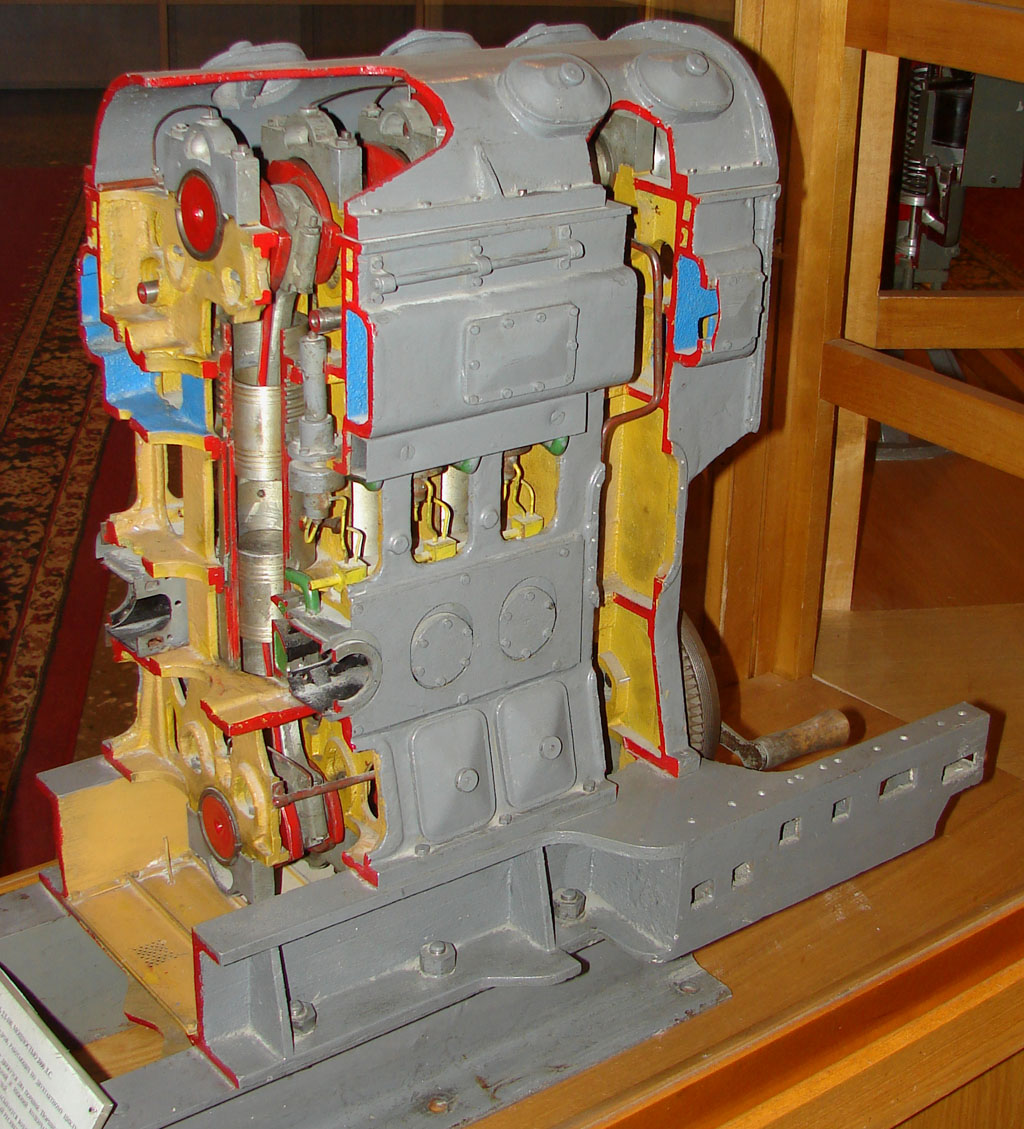
Устройство дизеля 2Д100

Д100 — семейство советских рядных двухтактных дизельных двигателей со встречным движением поршней.
Был создан с помощью обратной разработки американского судового дизеля Fairbanks-Morse 38 8-1/8. Внедрение Д100 в массовое производство позволило на государственном уровне начать дизелизацию страны, завершив выпуск паровозов и пароходов.

## История

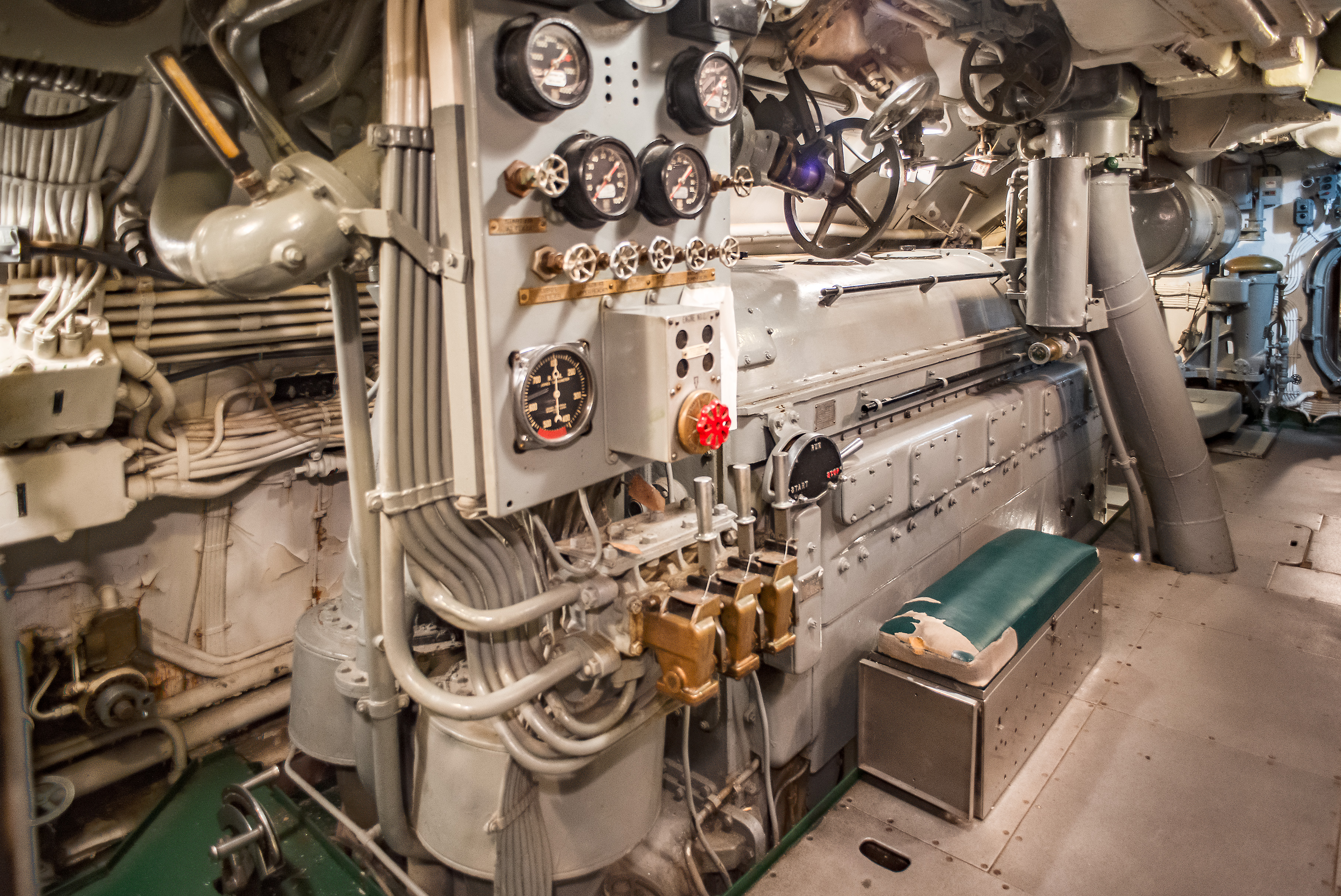
Дизель Fairbanks-Morse 38D8-1/8, ставший прототипом Д100, на музейной подводной лодке ВМФ США «USS Silversides (SS-236)» класса «Гато».

С марта 1947 года Харьковский завод транспортного машиностроения (ХЗТМ) начал выпускать шестиосные тепловозы ТЭ1 с мощностью по дизелю 1000 л. с. (740 кВт), а с декабря 1948 года — восьмиосные ТЭ2 с общей мощностью 2000 л. с. Обе эти серии имели четырёхтактные дизельные двигатели Д50, которые были вполне приемлемыми для локомотивной службы. Однако рост весов и скоростей поездов потребовал создания нового, более мощного локомотива. Тогда ещё в мае 1947 года Всесоюзный научно-исследовательский институт железнодорожного транспорта подготовил техническое задание на проект 12-осного двухсекционного тепловоза мощностью 4000 л. с. — будущего ТЭ3. По сравнению с ТЭ2, у нового локомотива каждая секция была в полтора тяжелее, но в два раза мощнее; стало понятно, что дизель Д50 уже не удовлетворял возросшим требованиям и требуется его замена на новый — в 2 раза мощнее и на 15 % быстроходнее, притом что в стране двигатели с требуемыми параметрами не выпускалось.

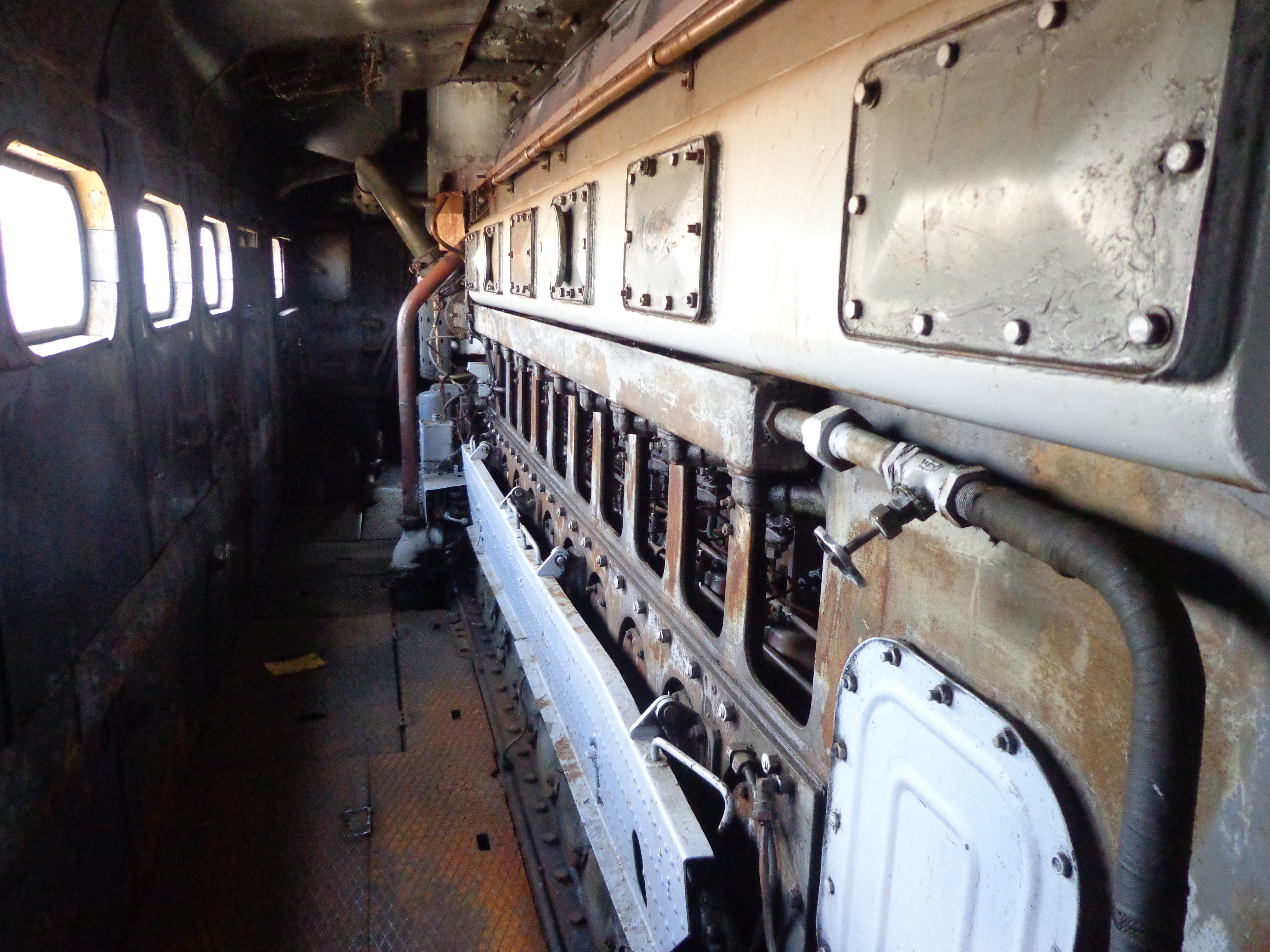
Дизель 2Д100 тепловоза ТЭ7

Было решено скопировать двигатель иностранного производства, тем более что к тому времени был накоплен опыт эксплуатации различных моделей. В 1948 году Минтрансмаш выбрало наиболее подходящий прототип — десятицилиндровый рядный двухтактный дизель Fairbanks-Morse 38 8-1/8 мощностью 2000 л. с. (1470 кВт), ходом поршня 10 дюймов (254,0 мм) и диаметром цилиндров 8,125 дюйма (206,4 мм), который использовался на трёх поступивших в СССР по ленд-лизу ледоколах класса «Wind» («Адмирал Макаров», «Капитан Белоусов» и «Северный полюс»), эксплуатировавшихся в акватории порта Мурманск и на трассах Северного морского пути. Тогда из Харькова в Ленинград было отправлена большая группа дизелистов, которая в Морской гавани на одном из этих ледоколов смогла ознакомиться с этими двигателями, изучить их техническую документацию и опыт эксплуатации, были выполнены обмеры и эскизы всех узлов, деталей и механизмов. На основе полученных данных в 1949—1950 годы на Харьковском заводе разработали техническую документацию, рабочие чертежи и технологические процессы будущего двигателя, получившего обозначение Д100.
В 1951 году в заводском цехе 500С был собран опытный отсек ОД100 и оборудован стенд для его испытаний, после чего начались доводочные работы. В 1952 году был собран первый полноценный двигатель, получивший обозначение 2Д100; его вес вместе с рамой составлял 19 000 кг, из которых сам мотор весил 17 200 кг. В 1953 году была закончена первая секция ТЭ3, на которой был поставлен новый дизель, а в 1954 году — вторая секция. Параллельно в эти годы на ХЗТМ решались вопросы по налаживанию выпуска 2Д100, так как параллельно там же велось серийное производство Д50, а конструктивные и технологические различия между ними были настолько существенны, что для нового дизеля пришлось налаживать отдельное серийное производство с новыми приспособлениями и оборудованием. Благодаря этому, в 1955 году завод уже смог выпустить 30 секций ТЭ3.
25 февраля 1956 года на XX съезде КПСС были приняты решения «развить производство электровозов и тепловозов и прекратить выпуск магистральных паровозов», а также «организовать серийное производство новых мощных тепловозных, судовых и стационарных дизелей». В связи с этим Коломенский и Луганский заводы перешли на массовое производство тепловоза ТЭ3, который был принят основным локомотивом на неэлектрифицированных линиях. Это потребовало расширения выпуска дизелей серии 2Д100, поэтому для освобождения мощностей Харьковского завода выпуск серии Д50 был перенесён на Пензенский дизельный завод. В 1958 году по технической документации ХЗТМ серийный выпуск 2Д100 был налажен на Коломенском заводе. Тепловозы ТЭ3 строились до 1973 года включительно, а всего, включая пассажирскую модификацию ТЭ7, было выпущено 6,9 тысяч тепловозов или 13,8 тысяч секций; к концу 1960-х это был самый распространённый локомотив в стране.
На базе 2Д100 были созданы судовые дизели 3Д100, 3Д100М, 13Д100, а также стационарные 4Д100, 7Д100, 11Д100 и 12Д100.

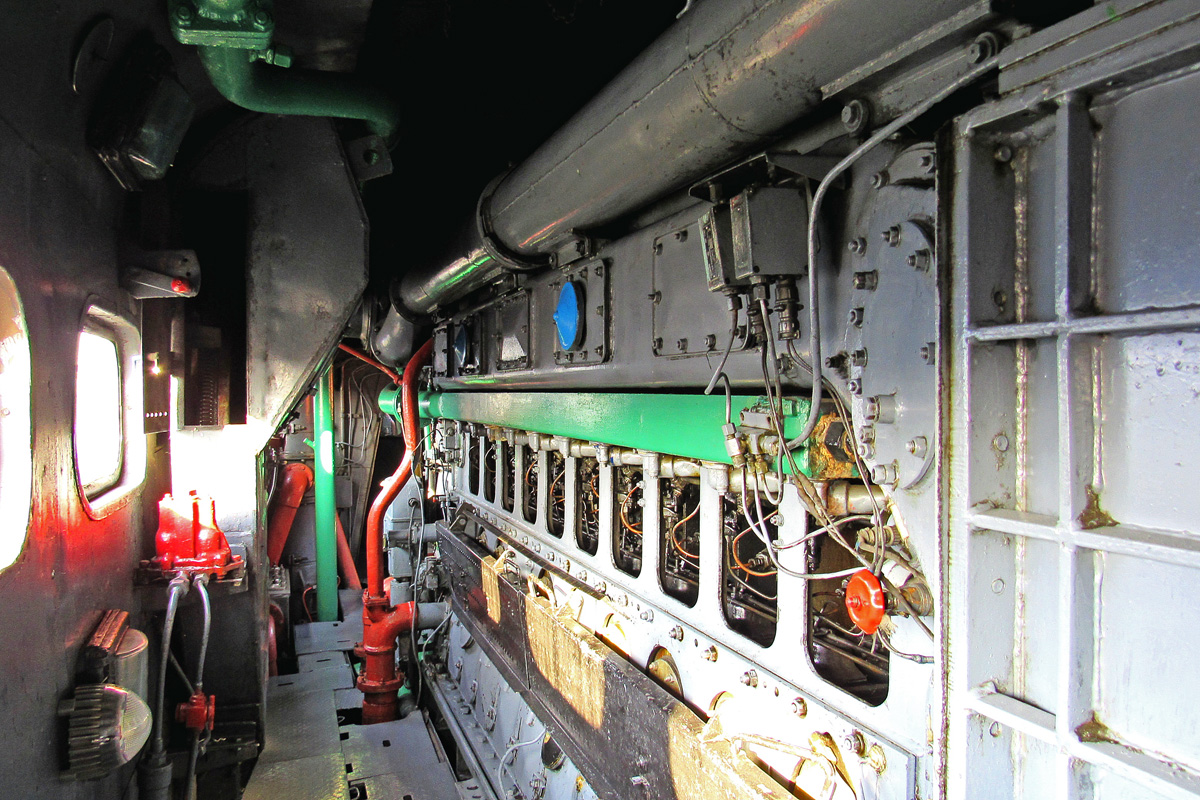
Дизель 10Д100 тепловоза 2ТЭ10М

В 1956 году на Харьковском заводе в отделе 60Д были начаты работы по созданию нового дизеля, который должен был быть в полтора раза мощнее 2Д100, при незначительном увеличении веса. Решение было найдено в форсировании двигателя, что позволяло повысить цилиндровую мощность. Была разработана коминированная двухступенчатая система турбонаддува с промежуточным охлаждением наддувочного воздуха. Давление наддува составляло 0,85 кгс/см2, что позволило поднять цилиндровую мощность с 200 до 250 л. с. (184 кВт). Вскоре был изготовлен первый двенадцатицилиндровый дизельный двигатель мощностью 3000 л. с. (2210 кВт), получивший обозначение 9Д100; его вес вместе с рамой составлял 22 350 кг, то есть удельный вес по сравнению с 2Д100 снизился с 9,5 до 7,25 кг/л. с. В ноябре 1958 года Харьковский завод выпустил первый тепловоз с новым дизелем — ТЭ10. На основании постановлений № 639 (от 15 июля 1959 года) и № 743 (от 19 июля 1960 года) Совета министров СССР (о модернизации тепловозов ТЭ3) был создан и восьмицилиндровый 6Д100 мощностью 2000 л. с., который был легче 2Д100 (вес без рамы 14 000 кг) и должен был впоследствии заменить последний. Однако к тому времени заводы плотно занимались созданием тепловозов с секционной мощностью 3000 л. с., а потому 6Д100 использовались только на опытных тепловозах ТЭ3Л и ТЭ30.
Ещё на стадии экспериментов с 9Д100 было выяснено, что если давление наддува повысить до 1,3—1,4 кгс/см2, то цилиндровая мощность возрастёт до 300 л. с. (221 кВт), то есть можно ограничиться 10-ю цилиндрами, как на 2Д100; при этом схема воздухоснабжения сохранялась как на 9Д100. Так был создан двигатель 10Д100, который с 1961 года стал устанавливаться на тепловозах ТЭ10 (по одним данным с № 11, по другим — с № 15); его масса вместе с рамой составляла 19 460 кг, из которых сам дизель — 16 800 кг. Двигатель 10Д100 устанавливался на всех модификациях ТЭ10. На его базе был создан судовой 14Д100.

## Разновидности
| Марка   | число цилиндров | Мощность              | Число оборотов | Среднее давление, кг/см2 | Система наддува | давление наддува    | Применение                                                                                                 |
| ------- | --------------- | --------------------- | -------------- | ------------------------ | --------------- | ------------------- | --- |
| 1Д100   | 10              | 1500 л. с. (1100 кВт) | 750            | 5,28                     | ПОН             | 0.28 — 0.35 кгс/см2 | Судовая вспомогательная силовая установка                                                                  |
| 2Д100   | 10              | 2000 л. с. (1470 кВт) | 850            | 6,23                     | ПОН             | 0.28 — 0.35 кгс/см2 | Дизель-генератор постоянного тока тепловозов ТЭ3 и ТЭ7                                                     |
| 3Д100   | 10              | 1800 л. с. (1320 кВт) | 810            | 5,86                     | ПОН             | 0.28 — 0.35 кгс/см2 | Главный судовой дизель-генератор с генератором постоянного тока                                            |
| 4Д100   | 10              | 1500 л. с. (1100 кВт) | 750            | 5,27                     | ПОН             | 0.28 — 0.35 кгс/см2 | Стационарный дизель-генератор переменного тока (10,5 кВ)                                                   |
| 5Д100   |                 | 1800 л. с. (1320 кВт) | 850            | 5,58                     | ПОН             |                     | Стационарный дизель-генератор постоянного тока (550 В) для буровых                                         |
| 6Д100   | 8               | 2000 л. с. (1470 кВт) | 850            |                          | ТК+ПЦН+ОВ       | 0.70 — 0.85 кгс/см2 | Дизель-генератор постоянного тока тепловозов ТЭ3Л и ТЭ30                                                   |
| 7Д100   | 10              | 1500 л. с. (1100 кВт) | 750            | 5,27                     | ПОН             | 0.28 — 0.35 кгс/см2 | Стационарный автоматизированный дизель-генератор переменного тока (6,3 кВ)                                 |
| 9Д100   | 12              | 3000 л. с. (2210 кВт) | 850            |                          | ТК+ПЦН+ОВ       | 0.70 — 0.85 кгс/см2 | Дизель-генератор постоянного тока тепловозов ТЭ10 ранних выпусков                                          |
| 10Д100  | 10              | 3000 л. с. (2210 кВт) | 850            | 9,30                     | ТК+ПЦН+ОВ       | 1.05 — 1.30 кгс/см2 | Дизель-генератор постоянного тока тепловозов ТЭ10, включая ТЭП10                                           |
| 11Д100  | 10              | 1500 л. с. (1100 кВт) | 750            | 5,27                     | ПОН             | 0.28 — 0.35 кгс/см2 | Стационарный дизель-генератор переменного тока (6,3 кВ)                                                    |
| 13Д100  | 10              | 1800 л. с. (1320 кВт) | 850            | 5,85                     | ПОН             | 0.28 — 0.35 кгс/см2 | Главный судовой дизель-генератор с двухъякорным генератором постоянного тока (400 В). Ледоколы проекта 97. |
| 14Д100  | 10              | 2500 л. с. (1840 кВт) | 810            | 8,3                      | ТК+ПЦН+ОВ       | 1.05 — 1.30 кгс/см2 | Главный судовой дизель-генератор с двухъякорным генератором постоянного тока (600 В).                      |
| 1ГД100  |                 | 2500 л. с. (1840 кВт) | 780            | 7,8                      | ТК+ПЦН+ОВ       |                     | Газовый двигатель. Привод центробежного нагнетателя, перекачивающего природный газ.                        |
| 11ГД100 |                 | 1500 л. с. (1100 кВт) | 750            | 5,28                     | ПОН             |                     | Газовый дизель-генератор переменного тока (6,3 кВ) магистральных газопроводов.                             |